# Bica do Ipu
Bica do Ipu é uma queda d'água de 130 metros de altura do Riacho Ipuçaba, que despenca da Serra da Ibiapaba, no município brasileiro de Ipu no estado do Ceará. No volume 16º da Enciclopédia dos Municípios Brasileiros a bica também recebe a denominação de  Bica de Iracema. Faz parte do espaço do romance Iracema de José de Alencar. 